# Singer 14/34
Der Singer 14/34 war ein Wagen der oberen Mittelklasse, den Singer von 1926 bis 1928 baute.
Der Wagen hatte einen Sechszylinder-Reihenmotor mit 1776 cm³ Hubraum (Bohrung × Hub = 63 mm × 95 mm) oder mit 1792 cm³ Hubraum (Bohrung × Hub = 65 mm × 90 mm). Beide Motoren leisteten etwa 35 bhp (26 kW). Die Motoren hatten hängende Ventile und je eine untenliegende Nockenwelle. Der Wagen erreichte eine Höchstgeschwindigkeit von 99 km/h.
Der Singer 14/34 war als viersitziger Tourenwagen, zweisitziger Sports Tourer (Roadster) oder viersitzige Limousine erhältlich.
1929 wurde der 14/34 durch den etwas größeren Six ersetzt.